# Wilhelm Polotzek
Wilhelm Polotzek (ur. 2 stycznia 1914 w Bytomiu, zm. 12 kwietnia 1952 w Krakowie) – zbrodniarz nazistowski, Rapportführer w niemieckim obozie koncentracyjnym Auschwitz-Birkenau i SS-Oberscharführer.
Członek SS od 1935. Za morderstwa i torturowanie więźniów obozu skazany został 18 lipca 1950 przez Sąd Wojewódzki w Krakowie na karę śmierci. Wyrok wykonano przez powieszenie 12 kwietnia 1952.